# Vương quốc Ả Rập Syria
Vương quốc Ả Rập Syria (tiếng Ả Rập: المملكة العربية السورية, al-Mamlakah al-‘Arabīyah as-Sūrīyah) là quốc gia không được công nhận chỉ tồn tại trong vòng 4 tháng, từ 8 tháng 3 đến 24 tháng 7 năm 1920. Quốc gia này được những người theo chủ nghĩa dân tộc Ả Rập như Nhà nước Ả Rập hiện đại thứ hai sau Vương quốc Hejaz. Trong suốt thời gian tồn tại ngắn, vương quốc được lãnh đạo bởi con trai của Sharif Hussein bin Ali - Faisal bin Hussein. Mặc dù được tuyên bố là lãnh thổ của Đại Syria, chính phủ Faisal kiểm soát một khu vực hạn chế và phụ thuộc vào Anh, cùng với Pháp, phản đối toàn bộ tư tưởng Đại Syria và từ chối công nhận vương quốc. Vương quốc đầu hàng trước Quân đội Pháp vào 24 tháng 7 năm 1920.